# Bartholomew Sharp
Bartholomew Sharp (1650 – 29 ottobre 1702) è stato un pirata inglese.

## Biografia
Bartholomew Sharp è stato un bucaniere inglese la cui carriera da pirata è durata solo tre anni (1679-1682). La sua nave ammiraglia era la Trinidad.
La carriera di Sharp come capitano pirata iniziò quando i bucanieri, con i quali stava navigando lungo le coste del Sud America, ebbero bisogno di un nuovo comandante. Si dimostrò ben presto un leader naturale e un marinaio capace, tuttavia queste qualità non gli impedirono di essere deposto come capitano nel gennaio del 1681, quando tempeste e sconfitte provocarono un ammutinamento. Il suo successore fu ucciso tre settimane dopo e Sharp riprese il comando. Sotto di lui i bucanieri continuarono ad operare in Sud America e fino ai Caraibi, catturando 25 navi spagnole e saccheggiando numerose città spagnole. Bartholomew Sharp è accreditato come il primo inglese che abbia mai viaggiato verso est attorno a Capo Horn. Sharp aveva programmato di ritornare in Inghilterra attraverso lo Stretto di Magellano, ma una tempesta spinse la Trinidad troppo a sud costringendolo a navigare il Capo. Un resoconto delle avventure di Sharp è stato pubblicato in The Dangerous Voyage and Bold Assaults of Captain Bartholomew Sharp and Others, London, 1684.
Poiché l'Inghilterra e la Spagna non erano in guerra, gli spagnoli chiesero che Sharp venisse processato per pirateria. Sharp si presentò però alle autorità con una raccolta di mappe prese dalla nave spagnola El Santo Rosario nel mese di luglio 1681; il loro valore per i naviganti inglesi era tale che Sharp ricevette la grazia piena da Carlo II.
Nel 1696 Sharp si stabilì sull'isola danese di St. Thomas (attualmente parte delle Isole Vergini americane). Nel 1700, a causa di debiti, cercò di fuggire dall'isola e dalle autorità coloniali danesi. Il tentativo fallì e Sharp venne messo in prigione dove morì il 29 ottobre 1702.
Una relativamente recente ristampa del libro di Alexandre Olivier Exquemelin, intitolata The Buccaneers of America. A true account of the most remarkable assaults committed of late years upon the coasts of West Indies by the Buccaneers of Jamaica and Tortuga (sia in inglese che francese), contiene anche il racconto di Basil Ringrose sui pericolosi viaggi e audaci assalti di Bartholomew Sharp (Dover Publications, Inc. New York (ristampato nel 1967). ISBN 0-486-40966-X